# لایه شبکه
لایه شبکه (به انگلیسی: Network layer) سومین لایه از لایه‌های هفت‌گانهٔ مدل اتصال متقابل سامانه‌های باز (OSI) در شبکه رایانه‌ای است. لایه شبکه مسئولیت ارسال بسته شامل مسیریابی از طریق روترهای متوسط را بر عهده دارد.
لایه شبکه (لایه بسته هم میگوبند) سرویس مزایای خاصی را برای باز پخش داده در اتصالات switching و خدمات بسته محور فراهم می کند. در هر دو مورد انتقال داده ها در تمام ارتباطات شبکه خواهد رفت و مسیر بین گره های شبکه را جست و جو می کند. چون همیشه یک ارتباط مستقیم بین ارسال کننده و دریافت کننده ممکن نیست و بسته باید مسیری را از گره های مختلف دنبال کند. یک بسته ی میانی به لایه ی بالاتر نمی رود بلکه به یک هدف حد واسط فرستاده شده و سپس به گره بعدی می رود. یکی از وظایف لایه شبکه تهیه ادرس بین شبکه ای، مسیریابی، ساختن و بروز رسانی جدول های بروز رسانی و بخش بخش کردن بسته برای ارسال است. 
- CLNS, سرویس مدل شبکه بدون اتصال
- DDP, پروتکل رساندن دیتاگرام
- EGP, پروتکل دروازه خارجی
- EIGRP, پروتکل پیشرفته مسیریابی درون دروازه
- ICMP, پروتکل کنترل پیام‌های اینترنتی
- IGMP, قرارداد مدیریت گروه اینترنت
- IPsec, پروتکل امنیت پروتکل اینترنت
- IPv4/IPv6, پروتکل اینترنت
- IPX, تبادل بسته درون شبکه‌ای
- OSPF, Open Shortest Path First
- PIM, Protocol Independent Multicast
- RIP, Routing Information Protocol

مهمترین و معروفترین پروتکل لایه ی شبکه، پروتکل اینترنت یا همان IP است. پروتکل اینترنت استانداردی برای  مسیریابی(routing) بسته در بین شبکه های به هم وصل شده است -به همین دلیل اینترنت"درون شبکه" نام گرفت-. این پروتکل یک پروتکل کپسوله‌سازی است درست مانند روش اترنت در لایه دو که نوعی پروتکل کپسوله سازی است -یعنی کسی خارج از دو دستگاه مرتبط نمی تواند متوجه اطلاعات شود. در sniff کردن هم شما نمی توانید مستقیما این پروتکل را شنود کنید بلکه بین دو دستگاه متصل اطلاعات دستگاه مسیر گذار "router" شنود میشود نه خود پروتکل-.